# Dysdera subcylindrica
Dysdera subcylindrica este o specie de păianjeni din genul Dysdera, familia Dysderidae, descrisă de Charitonov, 1956. Conform Catalogue of Life specia Dysdera subcylindrica nu are subspecii cunoscute.